# Jochen Steffen

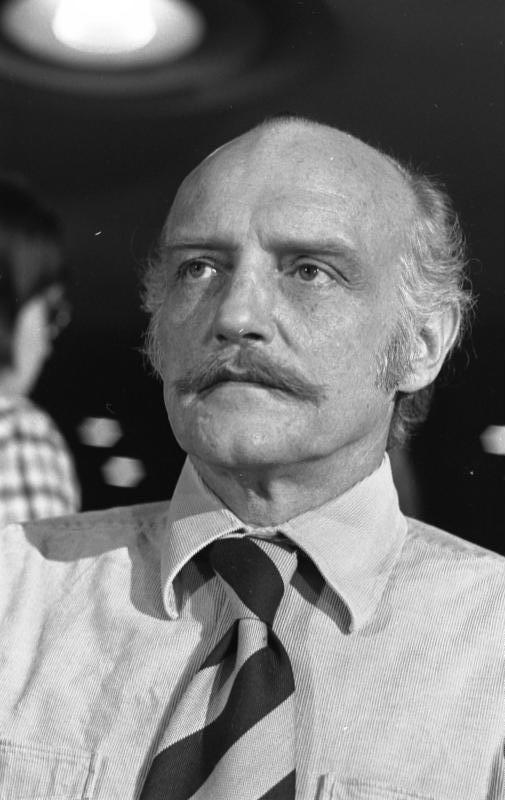
Jochen Steffen (1973)

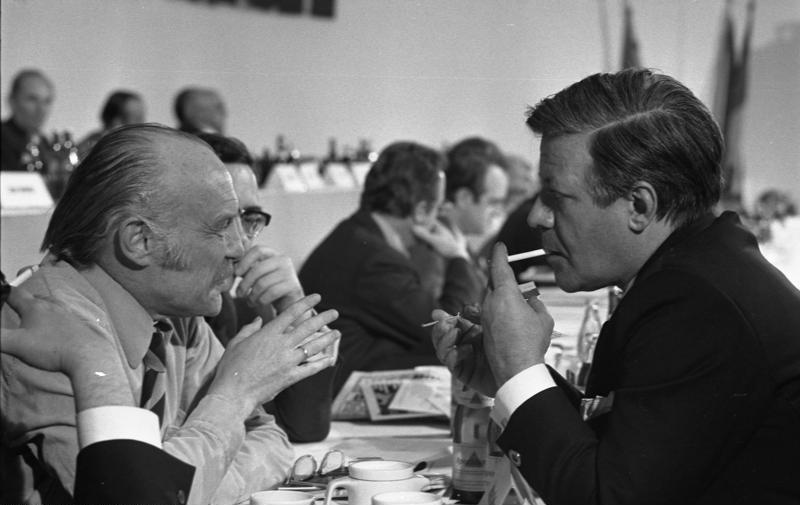
Jochen Steffen im Gespräch mit Helmut Schmidt, 1973

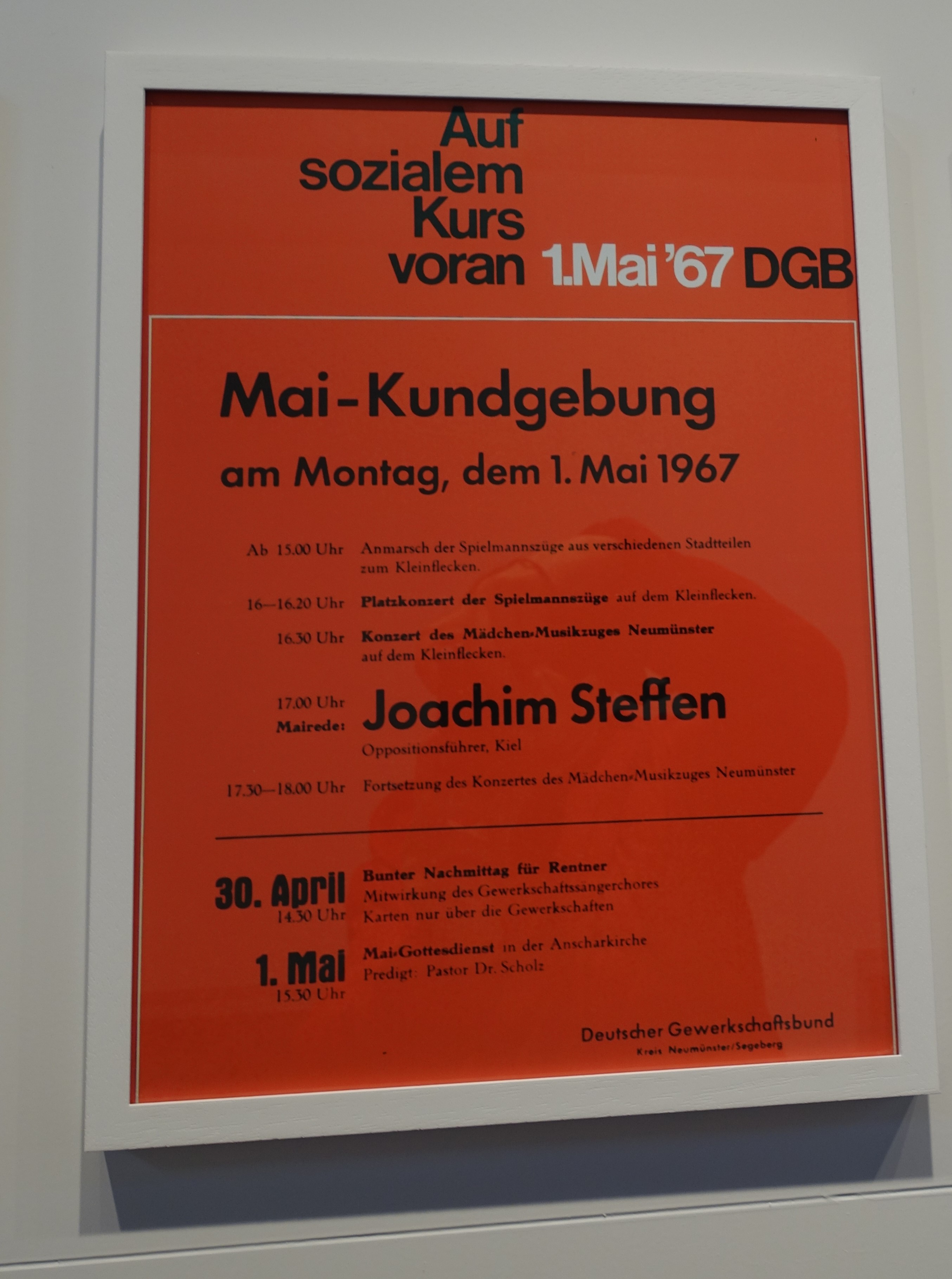
1. Mai-DGB-Veranstaltung (Plakat) 1967 mit Jochen Steffen in Neumünster

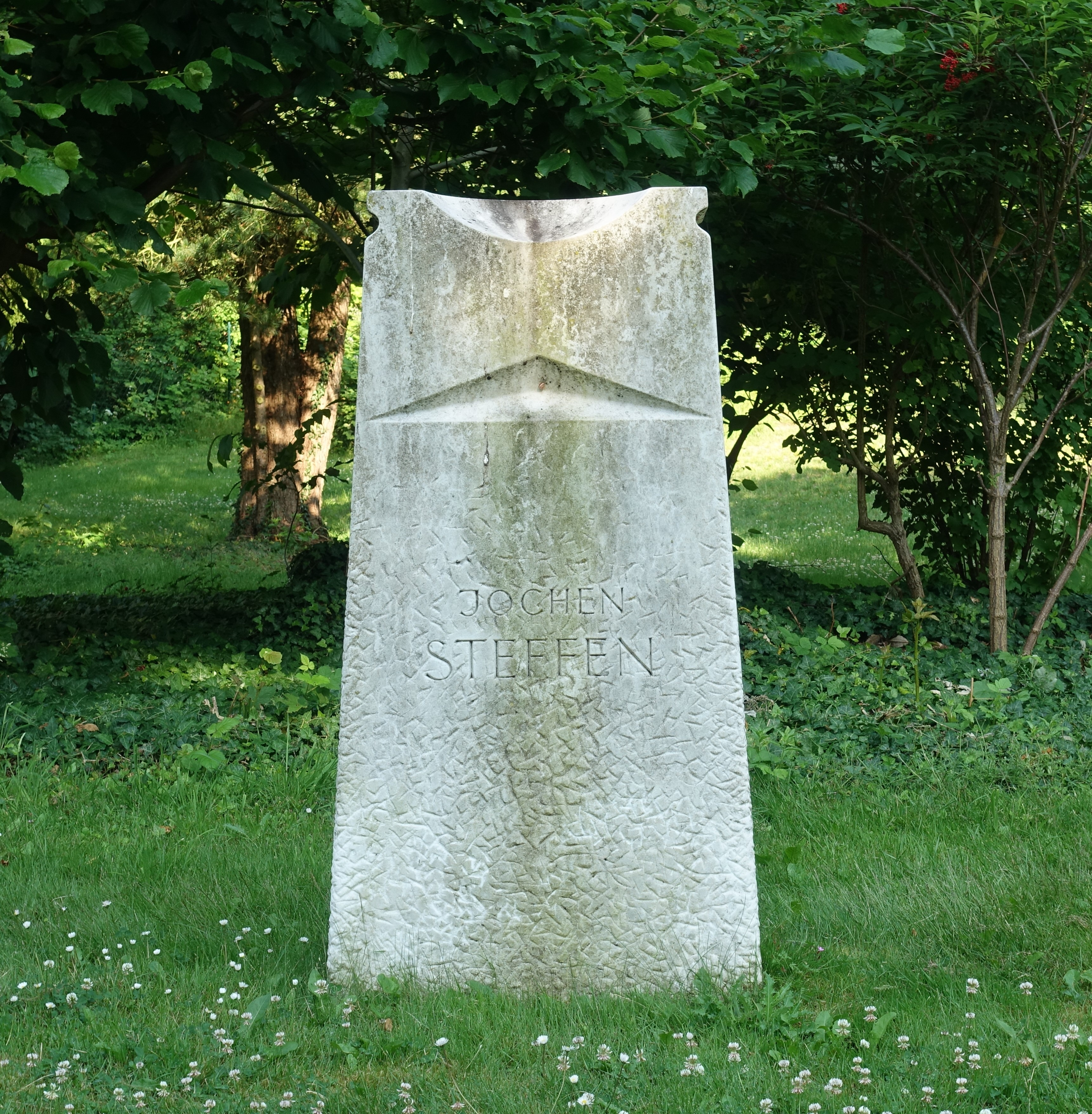
Stele Jochen Steffen im Garten der Gustav Heinemann Bildungsstätte in Malente

Karl Joachim Jürgen Steffen (* 19. September 1922 in Kiel; † 27. September 1987 ebenda) war ein deutscher Politiker der SPD Schleswig-Holstein. Unter anderem war er von 1965 bis 1975 Landesvorsitzender seiner Partei. Über seine politische Tätigkeit hinaus erlangte er Bekanntheit als Kabarettist mit seiner Figur Kuddl Schnööf.

## Studium und Beruf
Jochen Steffen studierte ab 1946 an der Christian-Albrechts-Universität zu Kiel Politikwissenschaft, Philosophie, Psychologie und Soziologie. Anschließend war er mehrere Jahre Assistent von Michael Freund am Seminar für Wissenschaft und Geschichte der Politik, verzichtete dann aber auf eine Promotion. Durch diese Tätigkeit war Steffen ein Kollege von Gerhard Stoltenberg, seinem späteren politischen Gegner. Danach arbeitete er als Redakteur in der SPD-Presse, etwa für das Wochenblatt Flensburger Presse, die Kieler Volkszeitung und andere.
Seit Herbst 1974 zählte Steffen zum Beratergremium des neu gegründeten Magazins Technologie und Politik, dessen Herausgeber Freimut Duve war.

## Politische Mandate
Jochen Steffen wurde 1954 zum Landesvorsitzenden der Jungsozialisten gewählt. Von 1958 bis 1977 war er Mitglied des Schleswig-Holsteinischen Landtages. 1965 wählte der Landesparteitag ihn zum Vorsitzenden der SPD in Schleswig-Holstein.
In der Zeit von 1966 bis 1973 war Steffen als Oppositionsführer im Landtag tätig und trat zweimal erfolglos als Kandidat für das Amt des Ministerpräsidenten an (1967 und 1971). Im Wahlkampf 1970/71 wurde die schleswig-holsteinische SPD von der Wählerinitiative Nord (Siegfried Lenz, Günter Grass, Eberhard Jäckel) unterstützt. Nach der Wahlniederlage 1971 gegen Gerhard Stoltenberg (CDU) zog sich Jochen Steffen schrittweise aus der Politik zurück. Während des Wahlkampfes gab es eine bundesweite Kampagne gegen Steffen. Besonders die Springer Medien kolportierten seitenlange Angriffe gegen ihn.
Der rote Jochen – so genannt weniger wegen seiner Haarfarbe, sondern wegen seines linken politischen Standorts – brach mit der Wachstumsideologie und trat gegen Kernkraftwerke und für Naturschutz ein. 1973 legte er den Vorsitz der SPD-Fraktion im Kieler Landtag nieder. Als sein Nachfolger wurde Klaus Matthiesen gewählt. 1975 trat Steffen vom Vorsitz des SPD-Landesverbandes zurück und verließ auch die Grundwertekommission der SPD. 1977 verzichtete er auf sein Landtagsmandat und den Sitz im SPD-Bundesvorstand. 1980 verließ er die Partei aus Enttäuschung über den seiner Meinung nach zu kapitalismusfreundlichen Kurs der Partei.
Nach seiner Tätigkeit als Politiker wirkte Jochen Steffen als Kabarettist. Er lebte bis zu seinem Tod in Kiel-Holtenau.

## Kabarettistisches Wirken
Jochen Steffen alias Kuddl Schnööf hielt kabarettistische Vorträge im Kieler Missingsch. Häufig wurde er mit der Figur des Adolf Tegtmeier verglichen, unterschied sich von dieser eher unpolitischen Figur jedoch durch die ausgeprägte politische Komponente.

## Auszeichnung
- 1978: Deutscher Kleinkunstpreis

## Werke

### Schriften (Auswahl)
- Strukturelle Revolution. Von der Wertlosigkeit der Sachen. Rowohlt, Reinbek bei Hamburg 1974, ISBN 3-498-06105-4.
- Krisenmanagement oder Politik? Rowohlt, Reinbek bei Hamburg 1974, ISBN 3-499-11826-2.
- Kuddl Schnööfs achtersinnige Gedankens und Meinungens von die sozeale Revolutschon und annere wichtige Sachens. Mit wat vornwech von Siegfried Lenz. Hoffmann und Campe, Hamburg 1972, ISBN 3-455-07420-0.
- Nu komms du!: Kuddl Schnööfs noie achtersinnige Gedankens un Meinungens. Hoffmann und Campe, Hamburg 1975.
- mit Adalbert Wiemers: Auf zum letzten Verhör. Erkenntnisse des verantwortlichen Hofnarren der Revolution Karl Radek. Bertelsmann, München 1977, ISBN 3-570-00561-5.
- Da kanns auf ab: Kuddl Schnööfs noieste achtersinnige Gedankens un Meinungens. Hoffmann und Campe, Hamburg 1981.
- Vonnas Leben – noieste un olle Gedankens, Kuddl Schnööf. Hrsg. von Jens-Peter Steffen. Mit einem Vorwort Siegfried Lenz, Karikaturen Liz Crossley. Agimos, Kiel 1997, ISBN 3-931903-11-7.

### Diskographie
- Jochen Steffen & Kuddl Schnööf. Schallplatte BASF 20 21789-2

### Sachbücher
- Jens-Peter Steffen (Hrsg.): Jochen Steffen. Personenbeschreibung. Biographische Skizzen eines streitbaren Sozialisten. Agimos, Kiel 1997, ISBN 3-931903-09-5.
- Uwe Danker: Wir machen die Zukunft wahr! – Landespolitik in den 70er Jahren, Ära Stoltenberg-Steffen. In: Uwe Danker (Hrsg.): Die Jahrhundert-Story. Band 2, Schleswig-Holsteinischer Zeitungsverlag, Flensburg 1999, S. 228–247.
- Gert Börnsen: Erinnerungen an Jochen Steffen. In: Demokratische Geschichte, Band 20, Herausgeber: Gesellschaft für Politik und Bildung Schleswig-Holstein e. V., Malente 2010, (online, abgerufen am 10. Dezember 2017).
- Siegfried Heimann: Jochen Steffen - Querdenker der SPD. in: Michael R. Krätke, Max Reinhardt, Thilo Scholle, Stefan Stache (Hrsg.): SPD-Linke zwischen Revolution, linken Bewegungen und radikalem Reformismus. Linker Aufbruch in Geschichte und Biografien. Dortmund (spw Verlag), Baden-Baden (edition sigma), 2021. ISBN 978-3-922489-33-7. S. 323–327
- Uwe Danker, Jens-Peter Steffen (Hrsg.): Jochen Steffen. Ein politisches Leben. (= Sonderveröffentlichung des Beirats für Geschichte. 24). Malente 2018, ISBN 978-3-933862-53-2.

### Presseartikel
- Rudolf Augstein: Ist der Fortschritt immer rot? In: Der Spiegel. Nr. 17/1971, S. 28.
- Hermann Schreiber: Und führe uns, wohin wir nicht wollen. In: Der Spiegel. Nr. 17/1971, S. 28.
- Helmut Schmidt im Zeitmagazin. Nr. 38, 2010.
- (Titelgeschichte): Wahlen in Schleswig-Holstein. In: Der Spiegel. Nr. 17/1971, S. 28.
- Stefan Appelius: Einen an den Latz hauen. In: Vorwärts. 10/1992, S. 20.